# Coptops aedificator
Coptops aedificator  (лат.) — вид жуков-усачей из подсемейства ламиин. Распространён в Индии, Саудовской Аравии и Африке (в Джибути, Замбии, Камеруне, Кот-д'Ивуаре, Мавритании, на Мадагаскаре, Малави, Намибии, Нигерии, Кабо-Верде, Республике Конго, на Сейшельских островах, в Сенегале, Южно-Африканской Республике и Эфиопии), а также на Гавайских островах и Тайване. Кормовыми растениями личинок являются какао, кофе аравийский, кофе конголезский, Coffea liberica var. dewevrei.